# 伊比米林
伊比米林是巴西伯南布哥州的一个市镇。总面积1901.5平方公里，总人口26436人，人口密度13.9人/平方公里。